# 尾幌糸魚沢道路
尾幌糸魚沢道路（おぼろいといざわどうろ）は、北海道厚岸郡厚岸町尾幌から同町糸魚沢に至る高速道路である。北海道横断自動車道根室線に並行する自動車専用道路（A'路線）で、一般国道44号として整備されている。
高速道路ナンバリングによる路線番号は、「北海道横断自動車道根室線（釧路東 - 根室）」として「E44」が割り振られている。

## 概要
根室地域は高規格道路ネットワークが空白のままとなっており、釧路 - 根室間の一部を構成する路線として事業化された。開通時には物流や観光、地域産業の活性化に貢献するほか、高次医療施設へのアクセスの向上が見込まれる。
また、現道の国道44号は湿地帯を通過するために冠水しやすく、冬季は吹雪により視程障害が発生するほか、津波浸水想定区域も通過しているため、現道を代替する役割を担い、災害時も信頼性の高いネットワークを提供することが期待されている。

### 路線データ
- 起点 : 北海道厚岸郡厚岸町尾幌[1]
- 終点 : 北海道厚岸郡厚岸町糸魚沢[1]
- 延長 : 24.7 km[1]
- 規格 : 第1種第3級[3]
- 設計速度 : 80 km/h[3]
- 道路幅員
  - 土工部 : 13.5 m[3]
  - 橋梁部 : 12.0 m[3]
- 車線幅員 : 3.5 m[3]
- 車線数 : 完成2車線[3]

## インターチェンジなど
- 施設名欄の背景色が■である部分は施設が供用されていない、または完成していないことを示す。
- 名称はすべて仮称である。また、起終点にICとしての名称は与えられていない[1]。
- 略字は、ICはインターチェンジを示す。

| IC 番号                                      | 施設名           | 接続路線名         | 起点 から (km)   | 備考             | 所在地           | 所在地           |
| E44 別保尾幌道路                             | E44 別保尾幌道路 | E44 別保尾幌道路   | E44 別保尾幌道路 | E44 別保尾幌道路 | E44 別保尾幌道路 | E44 別保尾幌道路 |
| -------------------------------------------- | ---------------- | ------------------ | ---------------- | ---------------- | ---------------- | ---------------- |
| -                                            | 尾幌IC（仮称）   | 国道44号（現道）   | 0.0              |                  | 釧路総合振興局   | 厚岸郡厚岸町     |
| -                                            | 厚岸IC（仮称）   | 道道14号厚岸標茶線 |                  |                  | 釧路総合振興局   | 厚岸郡厚岸町     |
| -                                            | 厚岸町糸魚沢     | 国道44号（現道）   | 24.7             |                  | 釧路総合振興局   | 厚岸郡厚岸町     |
| E44 北海道横断自動車道根室線（予定路線区間） |                  |                    |                  |                  |                  |                  |

## 歴史
- 2019年（平成31年）度 : 事業化[1]。
- 2021年（令和3年）度：工事着手（予定）[5]。

## 地理

### 通過する自治体
- 北海道
  - 釧路総合振興局管内
    - 厚岸郡厚岸町

### 接続する高速道路
- E44 北海道横断自動車道根室線（予定路線区間）